# Emił Dimitrow (ur. 1962)
Emił Dimitrow Simeonow, bułg. Емил Димитров Симеонов (ur. 20 lutego 1962 w Perniku) – bułgarski polityk, ekonomista, prawnik i urzędnik państwowy, deputowany do Zgromadzenia Narodowego, w latach 2020–2021 minister ochrony środowiska i zasobów wodnych.

## Życiorys
Ukończył w 1992 studia ekonomiczne w instytucie, na bazie którego powstał później Uniwersytet Gospodarki Narodowej i Światowej. W 1999 uzyskał magisterium z finansów i rachunkowości na tej samej uczelni, a w 2007 został absolwentem prawa na Południowo-Zachodnim Uniwersytecie im. Neofita Riłskiego. Uzyskał uprawnienia audytora wewnętrznego i adwokata. Do 1992 pracował m.in. w budownictwie i jako nauczyciel. Później był urzędnikiem w administracji terytorialnej Sofii i w resorcie finansów (m.in. głównym ekspertem finansowym). W latach 2001–2002 pełnił funkcję dyrektora agencji celnej. Później zatrudniony w ministerstwie kultury i w izbie notarialnej. W 2013 został sekretarzem generalnym administracji regionalnej w Plewenie.
W 2014 uzyskał mandat posła do Zgromadzenia Narodowego 43. kadencji z ramienia koalicyjnego Frontu Patriotycznego. W 2017 został wybrany na deputowanego 44. kadencji z ramienia Zjednoczonych Patriotów.
W styczniu 2020 objął stanowisko ministra ochrony środowiska i zasobów wodnych w trzecim rządzie Bojka Borisowa. Zakończył urzędowanie w maju 2021.